# Kraft Sibiriens

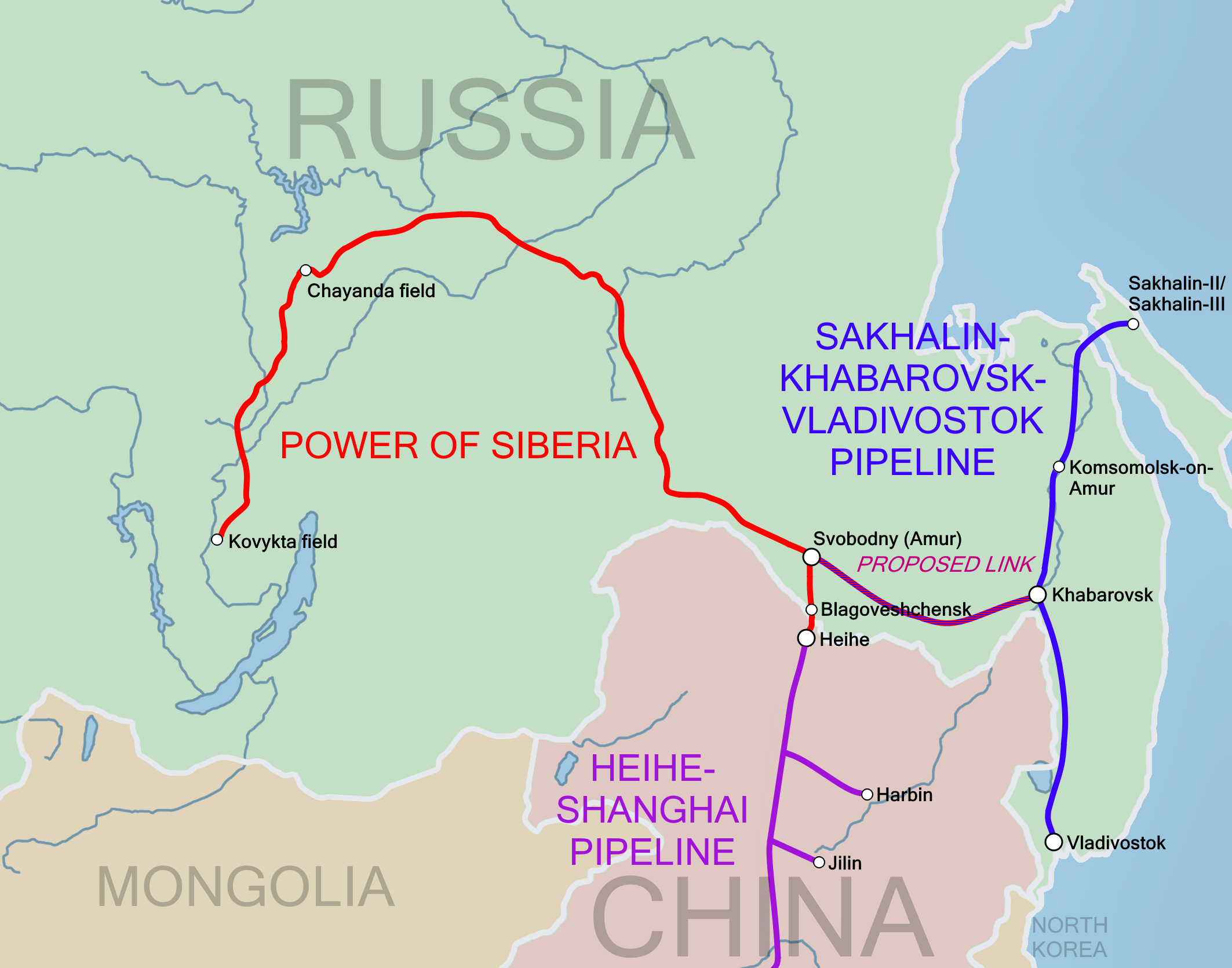
Der Verlauf der Pipeline

Kraft Sibiriens (russisch Сила Сибири, Sila Sibiri) ist eine 2200 Kilometer lange Erdgaspipeline mit einer Transportkapazität von ca. 61 Milliarden (Mrd.) Kubikmetern pro Jahr, die von der russischen Teilrepublik Jakutien durch die Oblast Amur an die chinesische Grenze bei Blagoweschtschensk führt. Mit dem Bau wurde 2014 begonnen. Am 2. Dezember 2019 wurde die Gaspipeline von der Lagerstätte Tschajandinskoje in Jakutien nach Blagoweschtschensk in Betrieb genommen. Sie wird im Endausbau entlang der Ostsibirien-Pazifik-Pipeline verlaufen, in der Erdöl transportiert wird. Der 800 Kilometer lange Abschnitt zu den Lagerstätten in Kowyktinskoje (Oblast Irkutsk) ging am 21. Dezember 2022 in Betrieb.

## Gaskunden
Die Pipeline ist vorrangig für den Gastransport in die Volksrepublik China bestimmt, mit der Russland im Mai 2014 einen 30-jährigen Liefervertrag geschlossen hat. Im Rahmen dieses Liefervertrages sollen pro Jahr 38 Mrd. m³ geliefert werden. Dieser Vertrag hat einen finanziellen Umfang von geschätzt 360 Mrd. Euro, also umgerechnet etwa 35 €/MWh. Weitere Mengen sollen über ein LNG-Terminal in Wladiwostok im asiatisch-pazifischen Raum verkauft werden.

## Bau
Der russische Präsident Wladimir Putin bezeichnete die Pipeline beim Baubeginn im September 2014 als das derzeit größte Bauprojekt der Welt. Die Rohrleitung verläuft durch Sumpfböden, Gebirge, seismisch aktive Gebiete, über Abschnitte mit Dauerfrost- und Felsboden. Die Eröffnung der Pipeline war für 2019 geplant, die Baukosten wurden auf ca. 55 Mrd. Euro geschätzt. Die Kosten betragen daher etwa das 5-fache der Ostsee-Pipeline Nord Stream 2, die im September 2021 fertiggestellt wurde.
Am 2. Dezember 2019 ging das erste 2157 km lange Teilstück von der Lagerstätte Tschajandinskoje (russisch Чаяндинское) (Jakutien) bis Blagoweschtschensk in Betrieb, mit dem erste Exportmengen nach China fließen. Das Stück von der Lagerstätte Kowyktinskoje (russisch Ковыктинское) (Irkutsk) nach Tschajandinskoje ist noch in Bau.
Die Gasverarbeitungsanlage Amur bei Blagoweschtschensk separiert die natürlichen Beimischungen anderer wertvoller Gase wie Helium, Ethan, Propan und Butan.

## Frage der Rentabilität
Das Vorhaben hat neben der wirtschaftlichen, vor allem eine strategische Bedeutung. Nach der Verschlechterung der Beziehungen Russlands zu Europa, nach dem Euromaidan in der Ukraine und der Annexion der Krim durch Russland 2014, war Russland auf der Suche nach neuen Abnehmern. Schon bei Vertragsunterzeichnung war in der westlichen Presse vermutet worden, dass das Vorhaben für Russland kaum finanziellen Ertrag bringen wird und das Wirtschaftliche eher eine „Nebensache“ wäre, es sich beim Preis also um einen „politischen Freundschaftspreis“ handeln würde. Im Frühjahr 2018 publizierte die unabhängige Nowaja gaseta die Meinung eines Analysten, dass Gazprom einem „völligen kommerziellen Fehlschlag“ entgegensteuere.
Andere Analysten zeigen sich hingegen von der Profitabilität der Projekts überzeugt. Der geschlossene Liefervertrag ergebe durchschnittliches europäisches Preisniveau und sehe außerdem eine große Vorauszahlung vor. Durch Arbeitsplätze und eine verbesserte Infrastruktur ziehe zudem die ganze Region Nutzen aus dem Projekt. Vize-Premier Igor Schuwalow und Gazprom-Chef Alexei Miller sagten, sie haben keinerlei Zweifel an der Rentabilität des Projekts.

## Kraft Sibiriens 2
Eine zweite Pipeline (Sila Sibiri 2, Power of Siberia 2) ist seit September 2020 in Planung. Sie sollte zuerst durch das Altai-Gebirge führen und die Region um Nowosibirsk mit China verbinden. Diese Streckenführung hätte Westchina (Provinz Xinjiang) mit den Gasvorkommen im Westen Sibiriens verbunden, wurde aber wegen der hohen Baukosten und der Querung der Goldenen Altaiberge, einem UNESCO-Welterbe, wieder verworfen. Alternativ werde nun eine Transitstrecke durch die Mongolei geprüft, die über Tomsk und Irkutsk südlich des Baikalsees nach Ulaanbaatar und von dort nach China verläuft. Diese Trasse würde die westsibirischen Gasvorkommen mit den ostsibirischen Feldern verbinden, so dass Lieferverpflichtungen Richtung Asien beim zukünftigen Versiegen der kleineren östlichen Vorräte aus dem Westen bedient werden können.
2023 erklärte die russische Vizeministerpräsidentin Viktoria Abramtschenko via TASS2, dass der Bau des mongolischen Teils im ersten Quartal oder in der ersten Hälfte des Jahres 2024 beginnen könnte. Die Pipeline soll jährlich 50 Mrd. Kubikmeter Gas von Russland über die Mongolei nach China transportieren. Das ist fast so viel wie die 2022 nach schwerer Beschädigung durch Explosionen 2022 stillgelegte Nord Stream 1-Pipeline durch die Ostsee nach Deutschland. Ab August 2024 wurden Informationen bekannt, dass die Pläne für den Bau der Pipeline auf Eis liegen und ein Bau nicht vor 2028 starten wird.